# 鼈甲

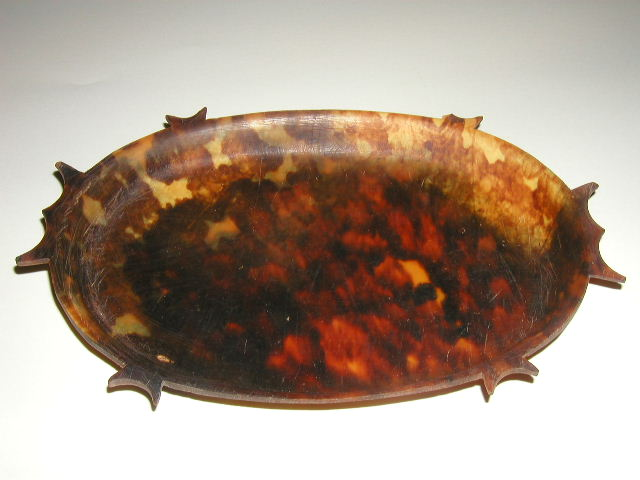
南洋諸島の鼈甲祭器

鼈甲（べっこう、べっ甲）は、熱帯に棲むウミガメの一種・タイマイの甲羅を原料とする有機素材。鼈甲細工（べっ甲細工）を含む鼈甲製品（べっ甲製品）の原材料である。

## 概要
タイマイは大西洋やインド洋、太平洋の赤道付近に生息しており、周辺地域では食用として地元住民の貴重なたんぱく源となっていたほか、残る甲羅は工芸用の鼈甲として外貨獲得の手段となっていた。具体的には体の縁の部分にあたる背甲（せこう）、腹甲（はらこう）、ツメと呼ばれる3つの部位が用いられる（部位はさらに細かく背中側に位置する背甲、首甲、舟甲、本甲、袖甲、肚側に位置する肚甲、縁の部分の爪甲に分けられることもある）。
背甲には黄、茶、黒の斑点模様があるなど特徴的な色彩を有する。その部位ごとに表れる色目によって白甲、オレンジ甲、白ばら甲、茨布甲（ばらふこう）、黒甲、とろ甲（トロ甲）などの種類がある。
鼈甲は天然素材のため厚みも1cm以上のものから1mm程度のものまであるが、素材自体に膠としての性質があるため、水と熱を加えることで何層も重ね合わせて成形することができる。また、欠けても再び水と熱で継ぎ直すことが可能である。

## 語義

### 鼈甲
「鼈」とはスッポンのことである。「鼈甲」も本来はスッポンの甲のことで、タイマイの甲の意味は国訓である。
「鼈甲」の字を当てた理由については江戸時代に奢侈禁止令による取り締まりの対象となった際、婚礼にタイマイ製品を用いようとした藩主が苦肉の策で内地の亀の甲であれば差し支えないかと上申し、幕府からスッポンの甲を用いたものであれば差し支えないと許可を受けたことから「鼈甲」の字が当てられるようになったとする説がある。なお、スッポンの甲は上層の鱗板を欠き下層の甲板のみからなるため、実は（タイマイの）鼈甲に相同な部分ではない。

### tortoiseshell
英語のtortoiseshellは、字義どおりには「陸亀（tortoise）の甲（shell）」でありタイマイを意味する語素を含まない（カメ#英語も参照）が、鼈甲を特定的に意味する。また、錆び猫の意味もある。

## 鼈甲細工

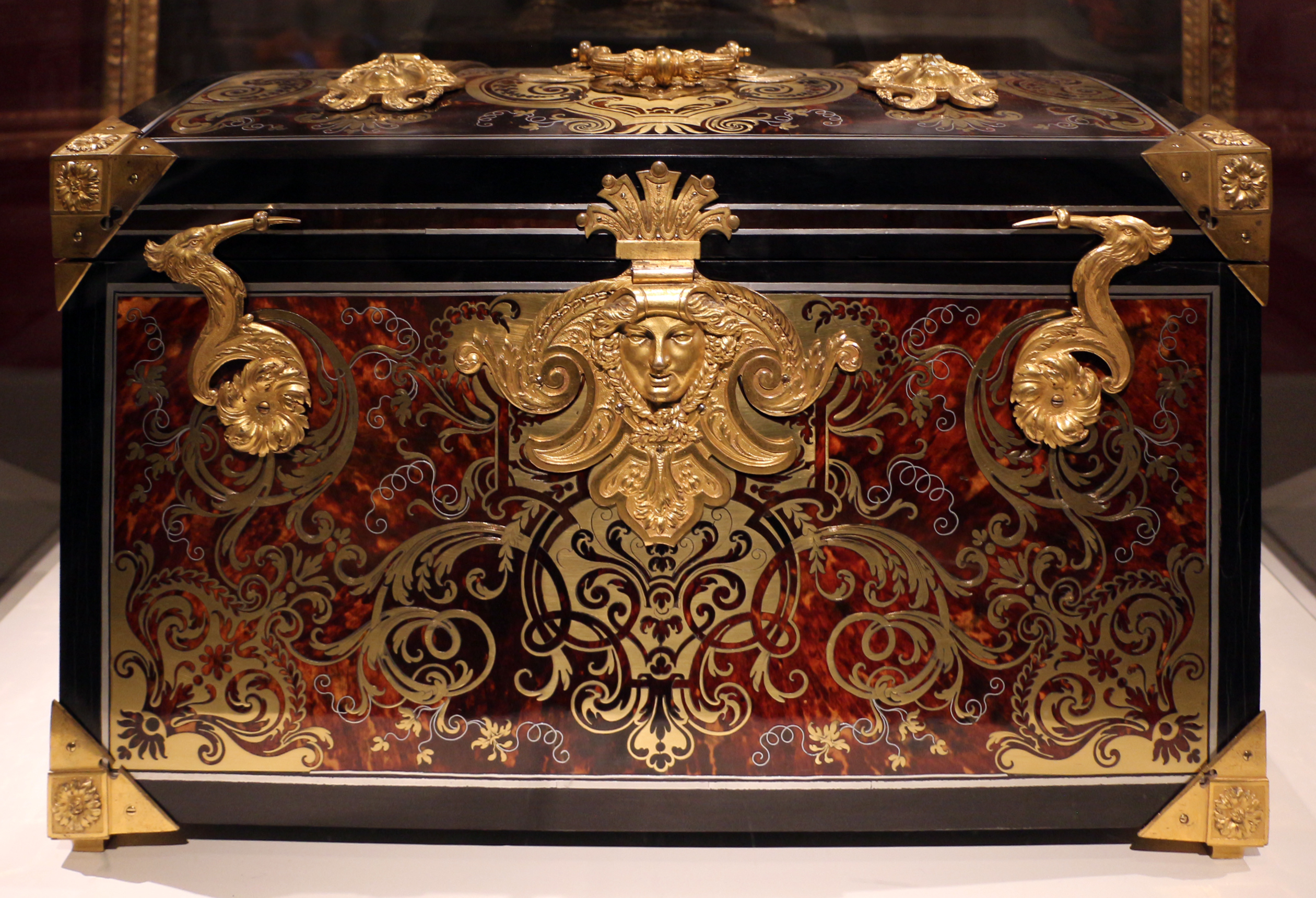
フランスの家具職人アンドレ・シャルル・ブールが編み出したブールワーク

中国では6世紀末には作られるようになり、8世紀の唐の時代には盛んに制作された。
日本には飛鳥時代の604年に中国から鼈甲を装飾の一部に用いた「玳瑁杖（たいまいのつえ）」や「螺鈿紫檀五弦琵琶（らでんしたんごげんびわ）」が伝えられ正倉院に収蔵されている。また、平安時代の903年には「玳瑁装牙櫛」が伝わり道明寺天満宮に国宝として収蔵されている。
安土桃山時代には鼈甲の材料と基礎的な製造技術が長崎に伝わった。江戸時代に入ってからもオランダ人や中国人との貿易を通して長崎で鼈甲細工が発達し、土産物として珍重された（長崎べっ甲）。さらに江戸時代中期には江戸でも鼈甲細工が流行し、長崎から江戸に移る職人も増えて櫛やかんざしが盛んに製作された（江戸べっ甲）。
2015年（平成27年）6月には「江戸べっ甲」が、2017年（平成29年）1月には「長崎べっ甲」が国の伝統的工芸品に指定された。
鼈甲は男性器や女性器を模した性具（所謂「張形」）の材料としても利用された（鼈甲製張形の画像）。鼈甲は非常に高価な素材だったが、寛保（1741年）のころ水牛角などによる精巧で廉価な模造品が登場し、「似たりのカンザシ」などと呼ばれた。

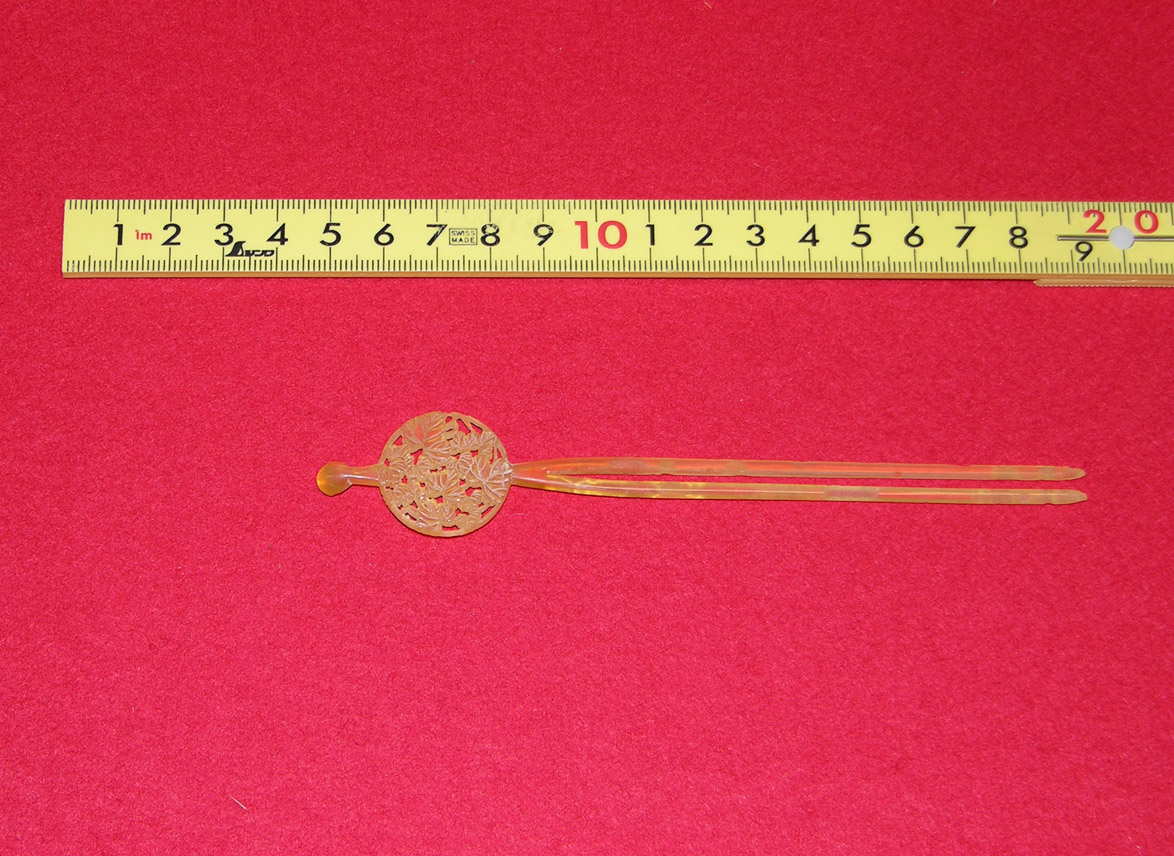
明治時代又は大正時代の鼈甲の簪（かんざし）
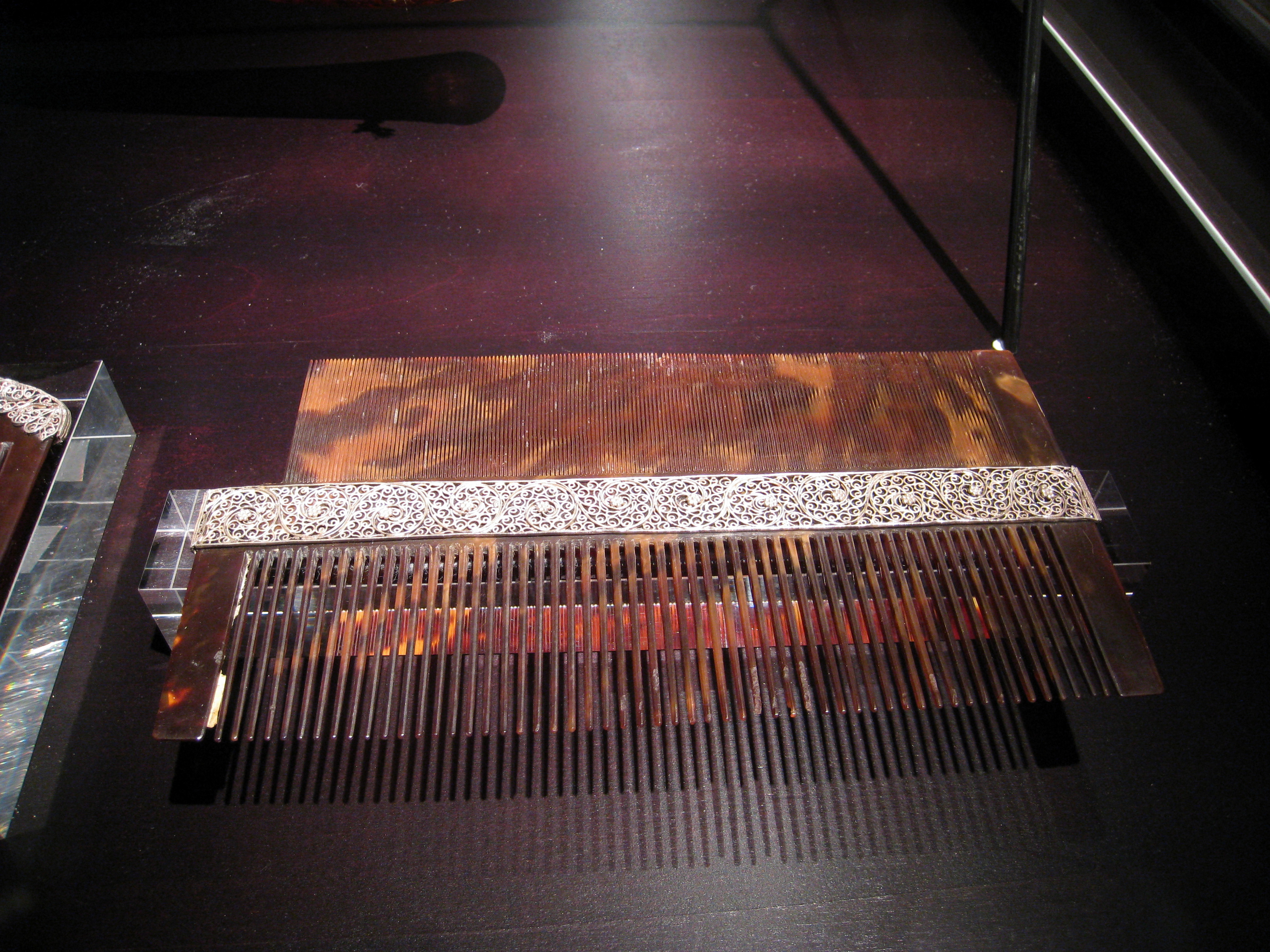
インドの櫛
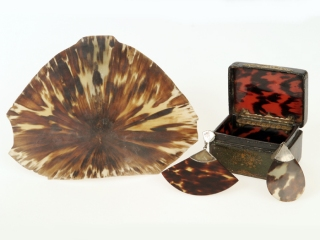
鼈甲の未加工品と製品
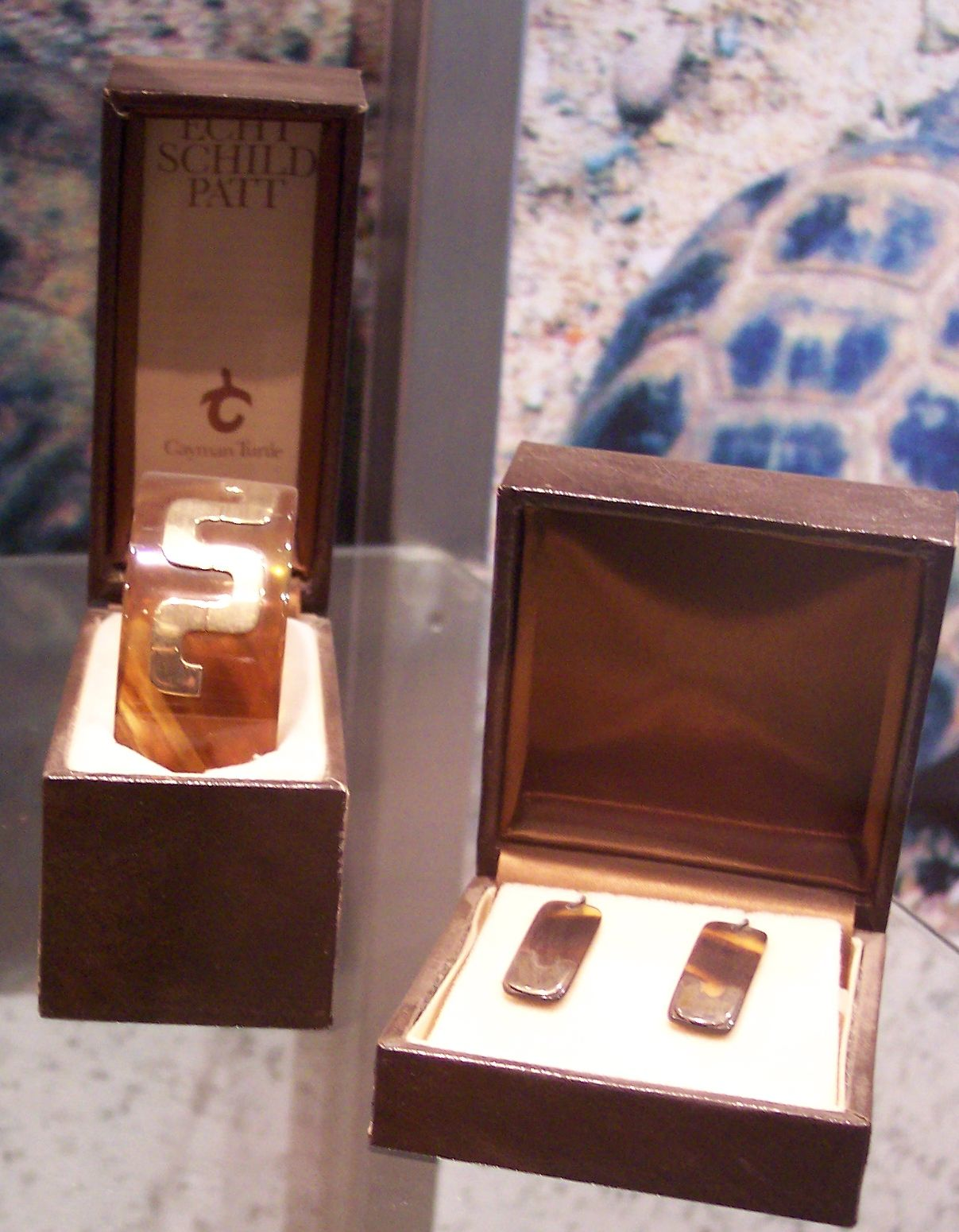
鼈甲製品
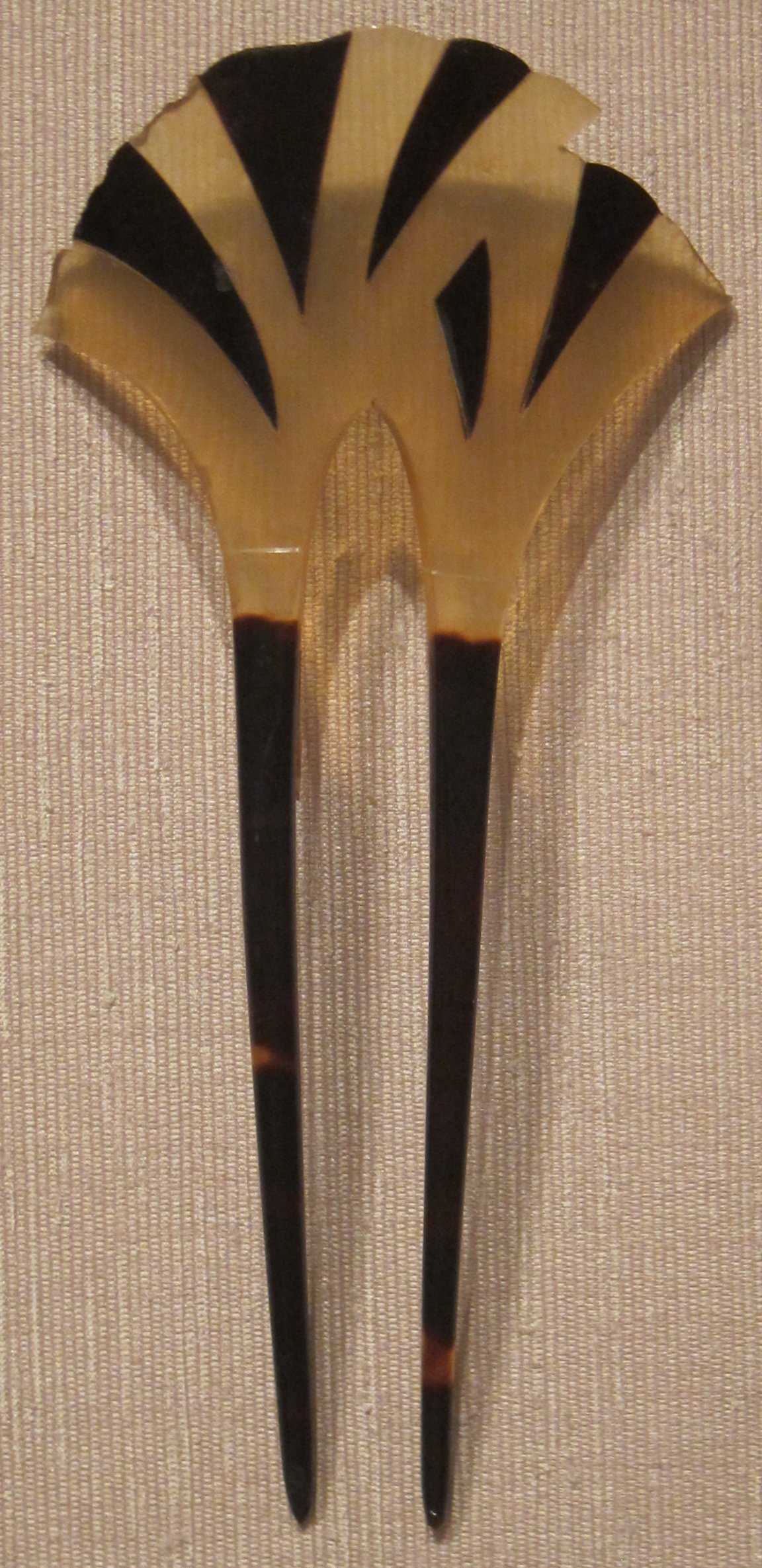
江戸時代か大正時代の簪（かんざし） - （ホノルル美術館所蔵）
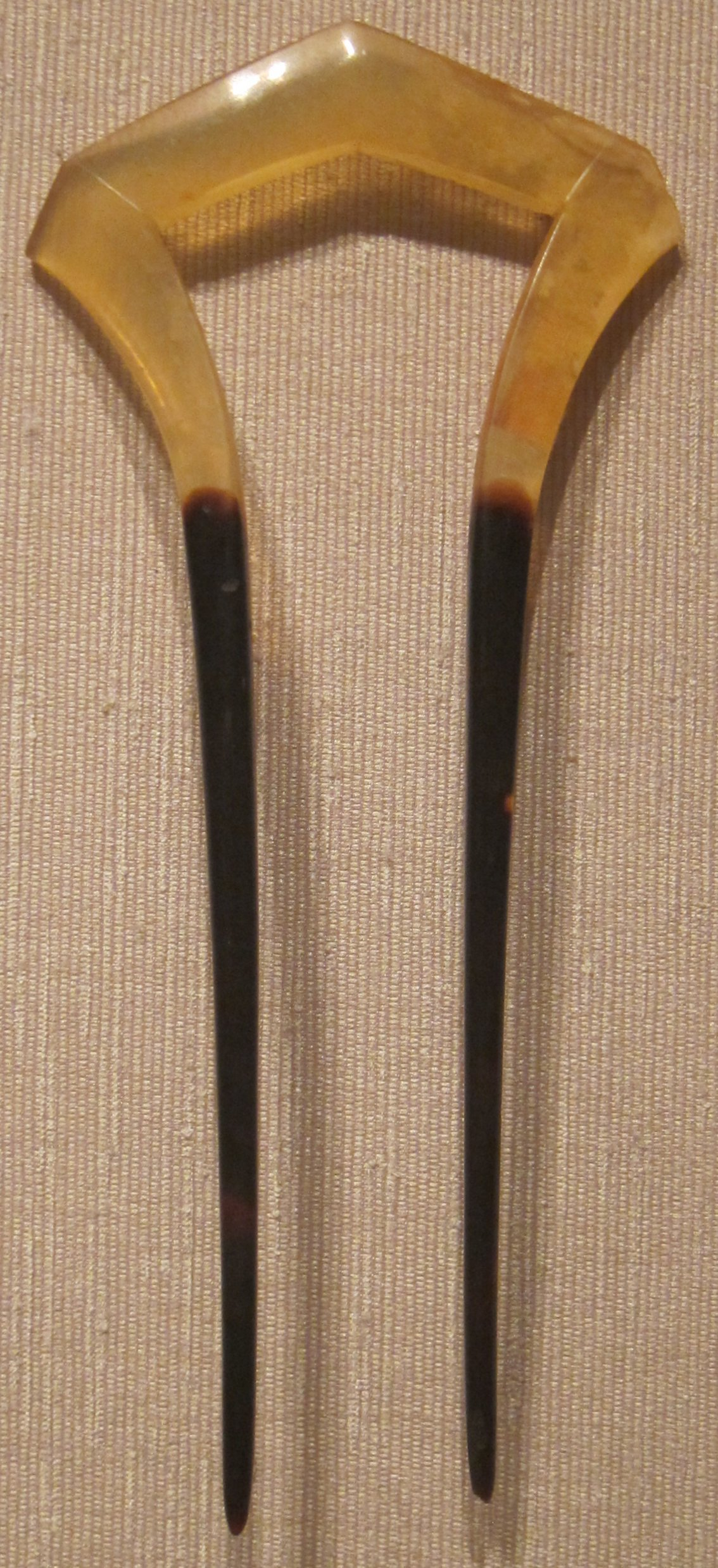
江戸か大正時代の簪（かんざし） - （ホノルル美術館所蔵）
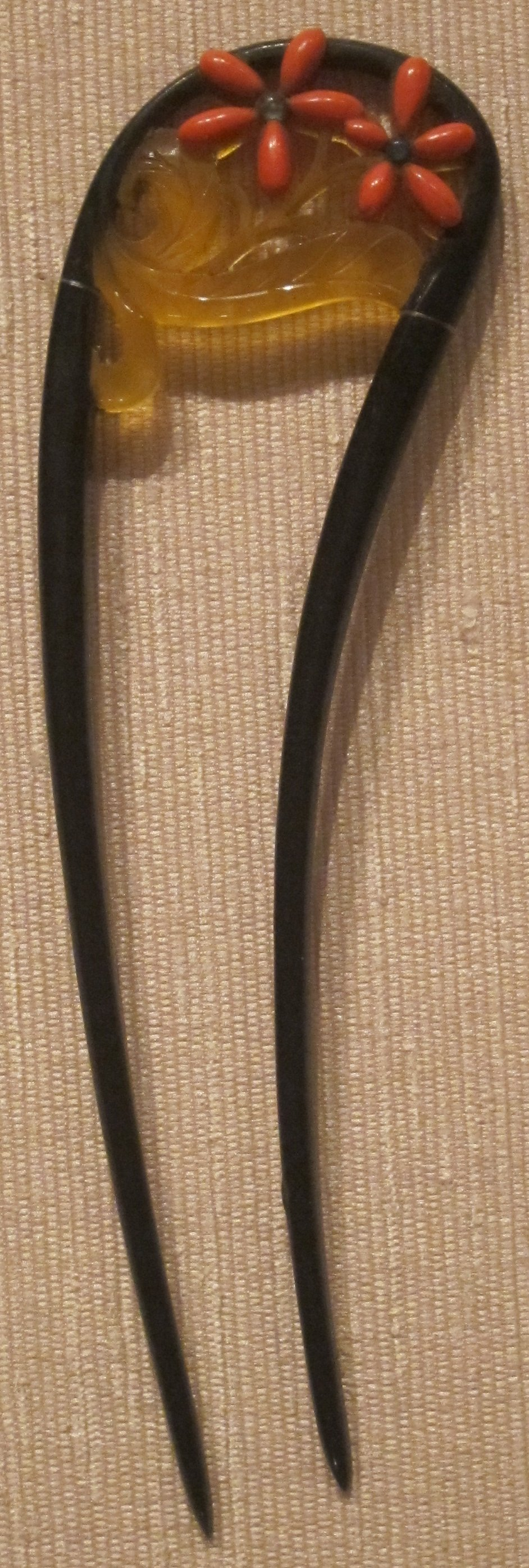
鼈甲の簪（江戸又は大正時代） - （ホノルル美術館所蔵）
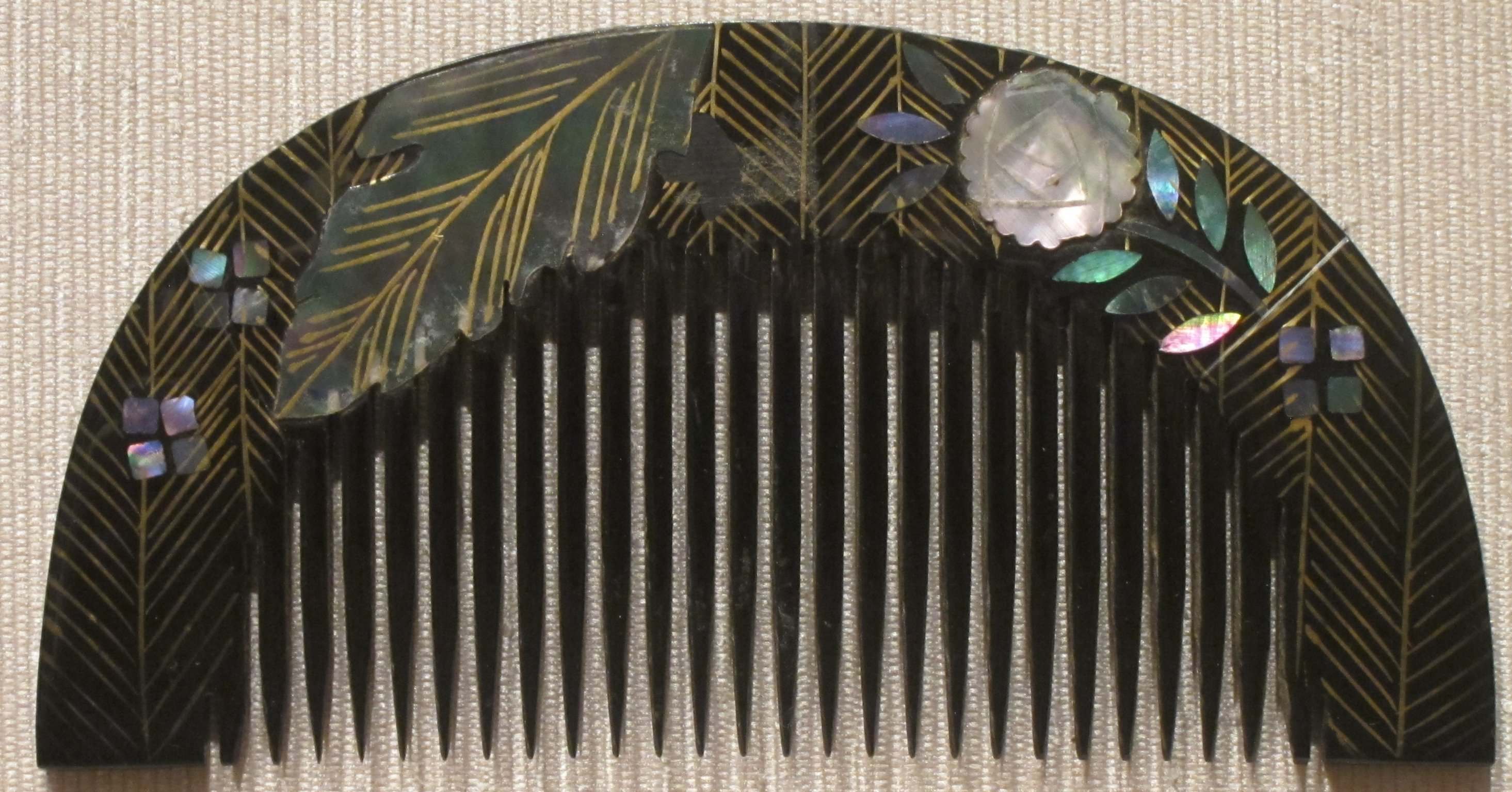
鼈甲が使われた櫛（江戸又は大正時代） - （ホノルル美術館所蔵）
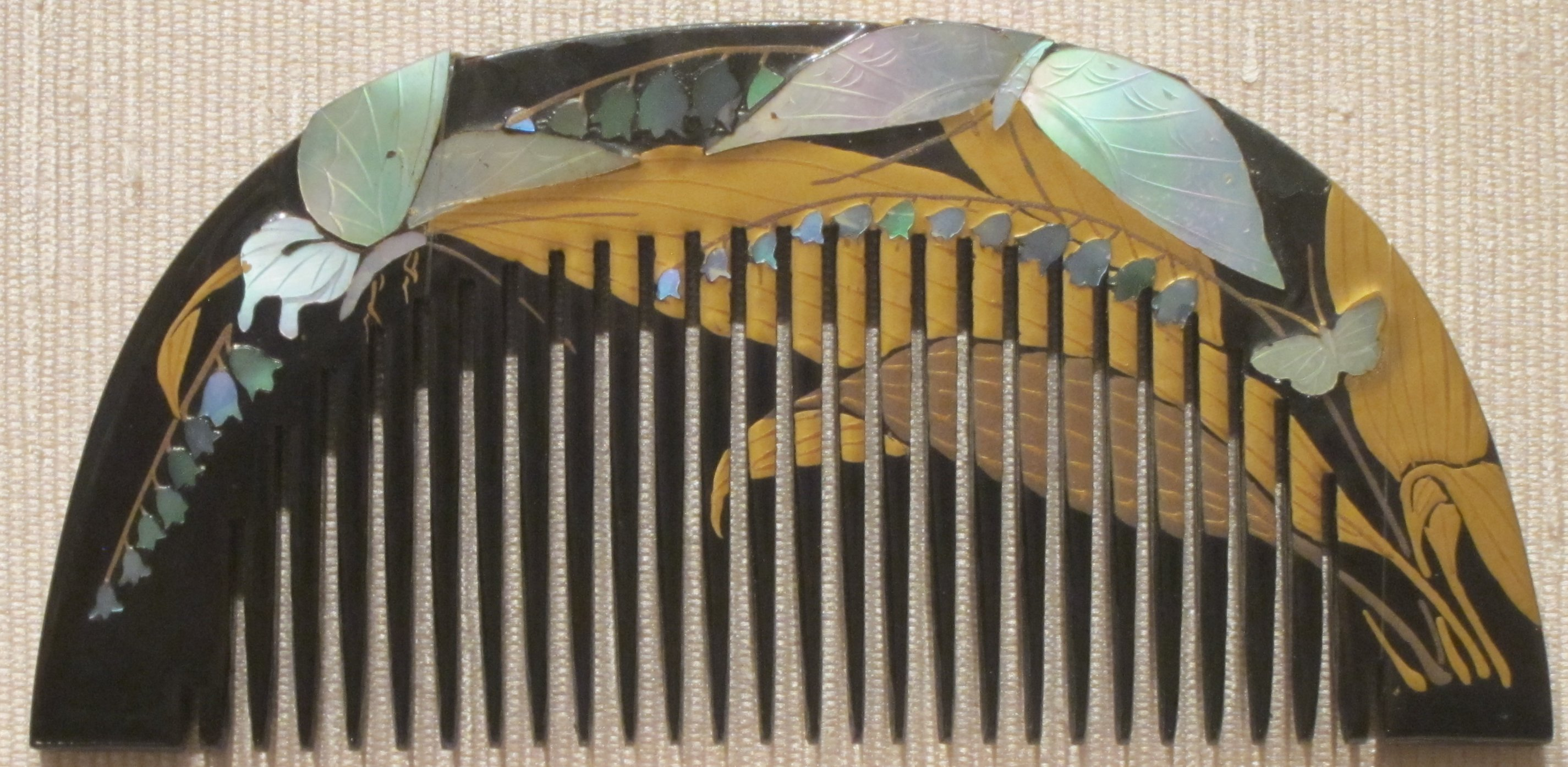
鼈甲が使われた櫛（江戸又は大正時代） - （ホノルル美術館所蔵）
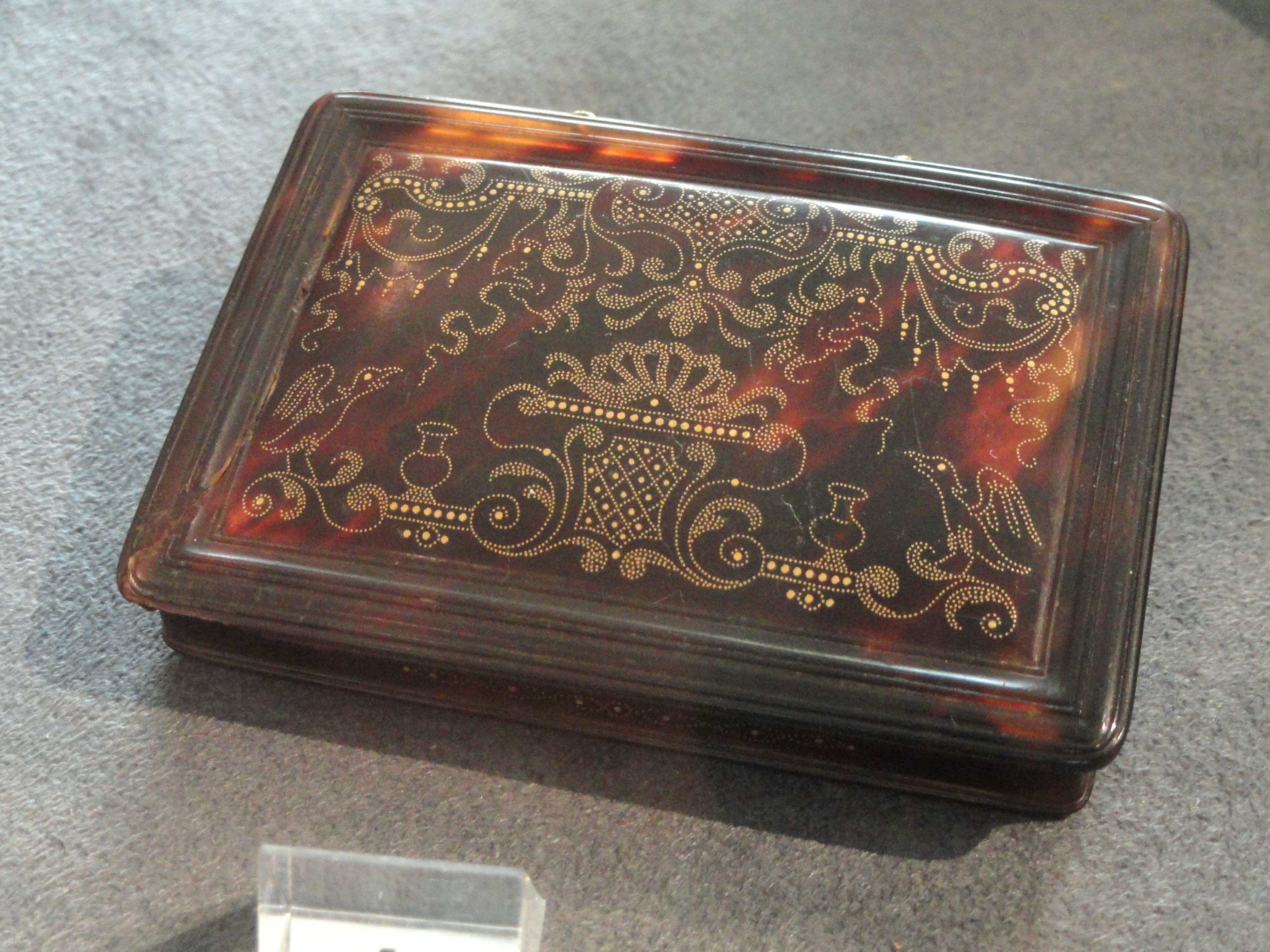
17世紀 - 18世紀の鼈甲製の箱（フィンランド国立博物館）

## タイマイの取引制限による影響
絶滅のおそれのある野生動植物の種の国際取引に関する条約（ワシントン条約）によって、タイマイの商業取引は禁止されている。
日本は、1980年（昭和55年）11月4日にワシントン条約締約国となったが、国内産業保護の理由から、タイマイなどについては留保を付していた。その後、業界の努力により受諾の準備が進められ、1994年（平成6年）7月31日にタイマイの留保撤回が行われた。
加工業者は、禁止前に原料在庫を確保していたり、端材を有効利用することで対応している。
一方キューバでは、タイマイを食用として捕獲しており、国家管理下で数トンの鼈甲の原料を保管しており、一定の管理下に置きながら甲羅の輸出を認める提案を行ったことがある。キューバがタイマイ取引再開案を初めて提出したのは、1997年のワシントン条約の第10回締結国会議である。2000年のワシントン条約の第11回締結国会議では提案は否決されたものの4票差の僅差であった。2002年のワシントン条約の第12回締結国会議でも、キューバはタイマイ取引再開案を提案したが、提案後に撤回している。2005年の会議では、キューバは方針を転換、議案を取り下げたため貿易再開の道は閉ざされた。

## 偽物
高価なものであったため、江戸時代には奢侈禁止令にて禁止令が出された。江戸時代後も、上記に説明があるように絶滅のおそれのある野生動植物の種の国際取引に関する条約（ワシントン条約）によって商業取引が禁止されている。そのため、それに代わる製品が作られることとなったが、それと同時に偽物か本物か識別する方法も開発された。
べっ甲は樹脂で忠実に再現できる。また、プラスティックなどの樹脂ができる前は、牛の角、馬の蹄、タイマイ以外の（スッポンなどの）甲羅から作られた和甲などが安価な代用品とされた。